# South Bristol (Maine)
South Bristol ist eine Town im Lincoln County des Bundesstaats Maine in den Vereinigten Staaten. Im Jahr 2020 lebten dort 1127 Einwohner in 1045 Haushalten auf einer Fläche von 59,98 km².

## Geographie
Nach dem United States Census Bureau hat South Bristol eine Gesamtfläche von 76,87 km², von der 33,93 km² Land sind und 42,94 km² aus Gewässern bestehen.

### Geografische Lage
South Bristol liegt im Süden des Lincoln Countys auf einer Halbinsel an der Muscongus Bay des Atlantischen Ozeans. Zum Gebiet der Town gehören auch mehrere Inseln. Die bekannteren sind: Inner Heron Island und Rutherford Island (ehemals Katherine Island). Im Norden liegt der Clark Cove Pond. Der Damariscotta River fließt in südlicher Richtung entlang der westlichen Grenze der Town. Das Gebiet ist eben, ohne nennenswerte Erhebungen.

### Nachbargemeinden
Alle Entfernungen sind als Luftlinien zwischen den offiziellen Koordinaten der Orte aus der Volkszählung 2010 angegeben.
- Norden und Osten: Bristol, 6,3 km
- Südwesten: Boothbay, 10,1 km
- Westen: Edgecomb, 11,8 km
- Nordwesten: Newcastle, 19,2 km

### Stadtgliederung
In South Bristol gibt es mehrere Siedlungsgebiete: Christmas Cove, Clarks Cove, Heron Island, South Bristol, Walpole und West Bristol.

### Klima
Die mittlere Durchschnittstemperatur in South Bristol liegt zwischen −6,1 °C (21 °Fahrenheit) im Januar und 20,6 °C (69 °Fahrenheit) im Juli. Damit ist der Ort gegenüber dem langjährigen Mittel der USA um etwa 6 Grad kühler. Die Schneefälle zwischen Oktober und Mai liegen mit bis zu zweieinhalb Metern mehr als doppelt so hoch wie die mittlere Schneehöhe in den USA; die tägliche Sonnenscheindauer liegt am unteren Rand des Wertespektrums der USA.

## Geschichte
Durch seine Lage an der Mündung des Damariscotta Rivers in den Atlantischen Ozean wurde das Gebiet, zu dem auch South Bristol gehört, intensiv genutzt. Zunächst von amerikanischen Ureinwohnern und ab dem 16. Jahrhundert erreichten europäische Entdecker das Gebiet und ab dem späten 16. und frühen 17. Jahrhundert kamen die ersten Siedler, die sich als Bauern, Fischer und Händler betätigten.
Eine Besiedlung der Halbinsel ab den 1730er Jahren erfolgte durch schottisch-irische Familien, die durch Oberst David Dunbar in das Gebiet gebracht wurden. Ihre Siedlungen waren Walpole am Damariscotta River, Harrington an der Johns Bay und Pemaquid Village. Sie waren zumeist Bauern und Waldarbeiter, schufen Gehöfte, exportierten Holz, Steine, Ziegel und Heu. Nach dem Ende der Indianerkriege wuchs die Bevölkerung.
Die Town Bristol, zu der zu diesem Zeitpunkt auch South Bristol gehörte, war im Jahr 1765 eine der ältesten Towns im Gebiet der Provinz Maine, welche zur Province of Massachusetts Bay gehörte. Es wurden im Jahr 1772  in Walpole, Harrington und Round Pond Versammlungshäuser für Gottesdienste und die Versammlungen der Towns gebaut. Die Häuser in Walpole und Harrington existieren heute noch und wurden unter Denkmalschutz gestellt. Sie werden für besondere Anlässe genutzt.
Durch den Britisch-Amerikanischen Krieg von 1812 wurden viele Handels- und Wirtschaftsstrukturen der Gegend zerstört und die Bevölkerung musste sich neue Einkunftsquellen erschließen. Die Fischerei, vor allem auch die Hochseefischerei gewann an Bedeutung und der Bootsbau wurde zu einem weiteren Wirtschaftsfaktor. In South Bristol gab es zu der Zeit mehrere kleine Fischereiflotten und Trockenfisch wurde exportiert.
Mit Beginn des 20. Jahrhunderts hielt der Tourismus Einzug in die Gegend. Eine erste Sommerkolonie entstand auf Inner Heron Island und in den 1890er Jahren kamen Sommergäste nach Christmas Cove, South Bristol und Clarks Cove. Durch die Erfindung des Automobils wurde die Erreichbarkeit der Gegend besser, jedoch waren die Bewohner mit der Verwaltung in Bristol unzufrieden. Straßen, Brücken und Gehwege in South Bristol wurden nicht gut unterhalten. Auch die Schulen empfanden die Bewohner als schlechter gestellt, als in Bristol. Nach Eingaben der Bewohner an den Bundesstaat wurde am 26. März 1915 die Town South Bristol als eigenständige Town organisiert.

### Einwohnerentwicklung
| Volkszählungsergebnisse – Town of South Bristol, Maine | Volkszählungsergebnisse – Town of South Bristol, Maine | Volkszählungsergebnisse – Town of South Bristol, Maine | Volkszählungsergebnisse – Town of South Bristol, Maine | Volkszählungsergebnisse – Town of South Bristol, Maine | Volkszählungsergebnisse – Town of South Bristol, Maine | Volkszählungsergebnisse – Town of South Bristol, Maine | Volkszählungsergebnisse – Town of South Bristol, Maine | Volkszählungsergebnisse – Town of South Bristol, Maine | Volkszählungsergebnisse – Town of South Bristol, Maine | Volkszählungsergebnisse – Town of South Bristol, Maine |
| Jahr                                                   | 1900                                                   | 1910                                                   | 1920                                                   | 1930                                                   | 1940                                                   | 1950                                                   | 1960                                                   | 1970                                                   | 1980                                                   | 1990                                                   |
| ------------------------------------------------------ | ------------------------------------------------------ | ------------------------------------------------------ | ------------------------------------------------------ | ------------------------------------------------------ | ------------------------------------------------------ | ------------------------------------------------------ | ------------------------------------------------------ | ------------------------------------------------------ | ------------------------------------------------------ | ------------------------------------------------------ |
| Einwohner                                              |                                                        |                                                        | 581                                                    | 563                                                    | 582                                                    | 631                                                    | 610                                                    | 664                                                    | 800                                                    | 825                                                    |
| Jahr                                                   | 2000                                                   | 2010                                                   | 2020                                                   | 2030                                                   | 2040                                                   | 2050                                                   | 2060                                                   | 2070                                                   | 2080                                                   | 2090                                                   |
| Einwohner                                              | 897                                                    | 892                                                    | 1127                                                   |                                                        |                                                        |                                                        |                                                        |                                                        |                                                        |                                                        |

## Kultur und Sehenswürdigkeiten

### Bauwerke
In South Bristol wurden mehrere Bauwerke unter Denkmalschutz gestellt und ins National Register of Historic Places aufgenommen. 
- Emily Means House, 1985 unter der Register-Nr. 85000242.[10]
- Sproul Homestead, 1978 unter der Register-Nr. 78000188.[11]
- Thompson Icehouse, 1974 unter der Register-Nr. 74000179.[12]
- Walpole Meetinghouse, 1976 unter der Register-Nr. 76000104.[13]

## Wirtschaft und Infrastruktur

### Verkehr
Die Maine State Route 129 verläuft in nordsüdlicher Richtung durch South Bristol.

### Öffentliche Einrichtungen
Es gibt keine medizinischen Einrichtungen oder Krankenhäuser in South Bristol. Die Bewohner der Town können die Einrichtungen in Boothbay Harbor, Bath oder Damariscotta nutzen.
Die Rutherford Library befindet sich an der State Route 129 in South Bristol.

### Bildung
South Bristol gehört mit Bremen, Bristol, Damariscotta, Jefferson, Newcastle und Nobleboro zum Central Lincoln County School System, AOS 93. Weiterführende Schulen werden durch den Schulbezirk nicht angeboten, es können Schulen der Wahl besucht werden, für die Kosten kommen die Gemeinden auf. Die meisten Schülerinnen und Schüler besuchen die private Lincoln Academy in Newcastle.
Im Schulbezirk werden mehrere Schulen angeboten:
- Bristol Consolidated School; Schulklassen Pre-Kindergarten bis 8. Schuljahr, in Bristol
- Jefferson Village School; Schulklassen Kindergarten bis 8. Schuljahr, in Jefferson
- Nobleboro Central School; Schulklassen Kindergarten bis 5. Schuljahr, in Nobleboro
- Great Salt Bay Community School; Schulklassen Kindergarten bis 8. Schuljahr, in Damariscotta